# Wipławki
Wipławki (niem. Wieplack) – wieś w Polsce położona w województwie warmińsko-mazurskim, w powiecie bartoszyckim, w gminie Bartoszyce. Miejscowość wchodzi w skład sołectwa Nalikajmy. W latach 1975–1998 miejscowość administracyjnie należała do województwa olsztyńskiego.

## Historia
W 1983 była to wieś ujmowana w spisie razem z Nalikajmami.